# Verzorgingsplaats Kabeljauw
Verzorgingsplaats Kabeljauw was een Nederlandse verzorgingsplaats, gelegen aan de westzijde van de A50 Emmeloord-Eindhoven tussen knooppunt Grijsoord en afrit 19 in de gemeente Renkum.
De verzorgingsplaats was genoemd naar papiermolen "Kabeljauw" die aldaar ooit in de omgeving stond. De Dordrechtse lompenhandelaar Kabeljauw liet hier twee molens bouwen om zijn lompen tot papier te verwerken.
Sinds 17 oktober 2011 is deze verzorgingsplaats gesloten voor regulier gebruik, als gevolg van verbreding van de A50 en de bouw van een nabijgelegen ecoduct.

## Referentie
1. ↑  http://www.gelderlander.nl/voorpagina/renkum/9644148/Parkeerplaats-Kabeljauw-langs-A50-bij-Wolfheze-dicht.ece

A1: De Haar · Elsenerveld · Friezenberg · Jool-Hul  
A2: Proostwetering · De Rooijen · Zwartehof · Heezerhut · Aalsterhut  
A4: Leiburg · Oostvliet  
A6: De Monnik  
A9: Amstelveen · Hammerstein  
A12: Mollebos · De Heul · De Roode Haan  
A15: Zeekade · Kraaienbos · De Laar · Topsweerd · Groenendijk  
A16: Krabbenbosschen · Mastbos  
A17: Kapelberg  
A20: Aalkeet  
A27: Bosberg  
A28: Holkerveen · Nunspeet-Noord · Nunspeet-Zuid  
A50: Meilanden · Kabeljauw  
A58: Krabbenbosschen · Mastbos · Sloedam  
A59: Tollenaer · 't Vaerland  
A67: De Gender · De Blauwe Klei  
A79: Keelbos · Ravensbos  
A326: Rolenhof